# 718 до н. е.

## Події
1 лютого 718 року до н. е. відбулося кільцеподібне сонячне затемнення.
27 серпня 718 року до н. е. відбулося повне сонячне затемнення.
22 грудня 718 року до н. е. відбулося часткове сонячне затемнення.